# Chainat Football Club
Chainat Hornbill Football Club é um clube de futebol da Tailândia. Disputa atualmente a primeira divisão nacional.